# كأس أندورا 2011
كأس أندورا 2011 هو الموسم 19 من كأس أندورا. أقيم خلال الفترة 16 يناير 2011 وحتى 22 مايو 2011، وأشرف على تنظيمه اتحاد أندورا لكرة القدم، وكان عدد الأندية المشاركة فيه 16، وفاز فيه سانت جوليا.